# Sugar (пісня Editors)
Sugar — пісня британського гурту Editors із четвертого альбому The Weight of Your Love; представлена як четвертий сингл альбому 24 березня 2014 року.

## Список композицій
| Цифрове завантаження | Цифрове завантаження                        | Цифрове завантаження |
| #                    | Назва                                       | Тривалість           |
| -------------------- | ------------------------------------------- | -------------------- |
| 1.                   | «Sugar»                                     | 4:16                 |
| 2.                   | «Sugar» (Matthew Dear Remix)                | 6:04                 |
| 3.                   | «Sugar» (Matthew Dear Remix) (Instrumental) | 6:04                 |

## Чарти
| Чарт (2014)                 | Найвища позиція |
| --------------------------- | --------------- |
| Бельгія (Ultratip Flanders) | 4               |